# 브베
브베(프랑스어: Vevey)는 스위스 보주에 위치한 레만호 북안과 접하는 소도시이다. 세계적인 식품 회사인 네슬레 본사가 있는 도시이기도 하다.
2006년까지 같은 이름의 구역이 있던 곳이었으며, 현재는 리비에라-페이즈-덴하우(Riviera- pays-d`enhaut) 구역의 일부이다. 그것은 스위스의 프랑스어권 지역의 일부다.
브베에는 1867년에 설립된 국제 식품 및 음료 회사 네슬레의 세계 본부가 있다. 밀크 초콜릿은 앙리 네슬레의 도움으로 1875년 다니엘 피터가 브베에서 발명했다. 영국 배우이자 코미디언  찰리 채플린은 1952년부터 1977년 사망할 때까지 브베에서 살았다.

## 역사
기원전 2000년경에 필로티 정착촌이 이곳에 존재했다.
로마에서는 Viviscus 또는 Vibiscum으로 알려졌다. 그것은 고대 그리스의 천문학자이자 철학자인 프톨레마이오스에 의해 처음으로 언급되었으며, 그는 Ouikos라는 이름을 붙였다. 중세 시대에는 Via Francigena에 있는 역이었다. 그 다음에는 로잔 주교구, 나중에는 블로네 가문의 지배를 받았다. 1660년대에 몇몇 영국인 시해자들은 스위스로 도피했고, 그들 중 다수는 베른 정부의 보호 아래 브베에 정착했다.
브베는 1798년의 보 혁명 이후 번영기를 살았다. 19세기 산업 활동에는 건설 기계 워크샵 브베의 기계 공학, 식품(네슬레) 및 담배(린소즈 & 오몬드)가 포함되었다.

## 지리
브베의 면적은 2009년 기준으로 2.4k㎡이다. 이 면적 중 0.07k㎡(2.9%)가 농업 목적으로 사용되는 반면 0.11k㎡(4.6%)는 삼림으로 사용된다. 나머지 토지 중 2.13k㎡(89.5%)가 정착(건물 또는 도로), 0.04k㎡(1.7%)가 강 또는 호수이다.
조성면적 중 공업용 건물이 전체 면적의 2.9%, 주택과 건물이 51.3%, 교통 기반시설이 26.9%를 차지했다. 전력 및 수자원 기반시설 및 기타 특별 개발 지역은 면적의 1.7%를 구성하고 공원, 녹지대 및 스포츠 경기장은 6.7%를 구성한다. 삼림 지대를 제외한 모든 산림 지역은 울창한 숲으로 덮여 있다. 농경지 중 0.4%는 작물 재배에 사용되고 1.7%는 목초지이다. 시정촌의 모든 물은 흐르는 물이다.
지자체는 2006년 8월 31일에 해산될 때까지 브베구의 수도였으며, 브베는 새로운 리비에라-빠이-덴호의 수도가 되었다.

### 기후
브베의 연평균 강수량은 124.1일이며 평균 강수량은 1,234mm이다. 가장 습한 달은 8월로 이 기간 동안 브베는 평균 138mm의 비나 눈이 내렸다. 이달의 평균 강수량은 10.7일이다. 강수량이 가장 많은 달은 5월로 평균 12.7일이지만 비 또는 눈의 양은 112mm에 불과하다. 일년 중 가장 건조한 달은 2월로 9.4일 동안 평균 강수량이 78mm이다.

## 인구통계

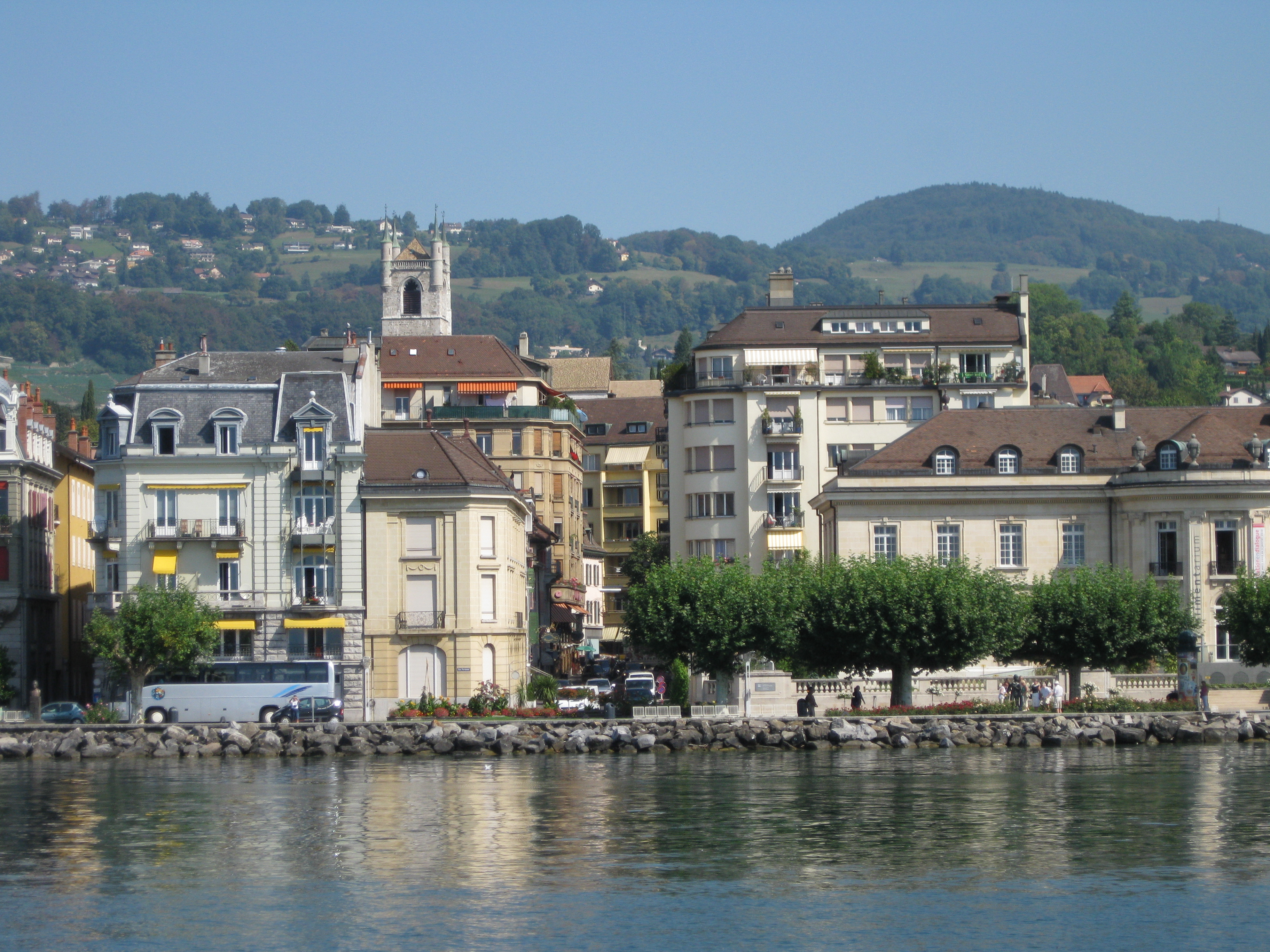
브베 호수 정면

2020년 12월 기준, 브베의 인구는 19,752명이다. 2008년 기준으로 인구의 43.2%가 거주하는 외국인이다. 1999년부터 2009년까지 지난 10년 동안 인구는 16.2%의 비율로 변화했다. 이주로 인해 14.2%의 비율로, 출생 및 사망으로 인해 3.4%의 비율로 변경되었다.
2000년 기준, 인구 대부분인 12,526명(77.3%)은 프랑스어를 모국어로 사용하며, 이탈리아어가 2위(854 또는 5.3%)이고, 포르투갈어가 3위(601 또는 3.7%)이다. 독일어를 할 줄 아는 사람은 599명, 로만슈어를 할 줄 아는 사람은 7명이다.
2009년 현재 브베의 연령 분포는 다음과 같다. 1,945명(인구의 10.8%)이 0~9세이고 1,928명(10.7%)이 10~19세이다. 성인 인구 중 2,543명(인구의 14.1%)이 20~29세이다. 3,059명 또는 17.0%는 30세에서 39세 사이, 2,852명 또는 15.9%는 40세에서 49세 사이, 2,059명 또는 11.5%는 50세에서 59세 사이이다. 고령자 분포는 1,516명 또는 인구의 8.46%가 사이에 있다. 69세는 1,131명(6.3%), 70~79세는 806명(4.5%), 90세 이상은 138명(0.8%)이다.
2000년 기준으로 시정촌에 미혼이거나, 독신인 사람은 6,936명이다. 기혼자는 6,966명, 미망인은 1,065명, 이혼한 사람은 1,235명이었다.
2000년 기준으로 시정촌의 개인 가구는 7,830세대이며, 가구당 평균 2. 명이다. 1인 가구는 3,667가구, 5인 이상 가구는 334가구였다. 이 질문에 응답한 총 8,012가구 중 45.8%가 1인 가구였으며, 부모와 동거하는 성인은 39명이었다. 나머지 가구 중 자녀가 없는 부부는 1,694쌍, 자녀가 있는 부부는 1,754쌍이다. 자녀가 있는 편부모는 527명이었다. 149가구는 혈연관계가 없는 사람들로, 182가구는 일종의 기관이나 집단주택으로 구성되어 있었다.
2000년에는 총 1,286세대의 주거용 건물 중 264세대(전체의 20.5%)가 단독주택으로 존재하였다. 다가구는 565채(43.9%), 주로 주거용으로 사용되는 다목적 건물은 329채(25.6%), 기타 용도(상업·산업)가 128채(10.0%)였다.
2000년에는 총 7,752세대(전체의 83.4%)가 상설 임대되었으며, 1,117세대(12.0%)가 성수기이며 430세대(4.6%)가 비어 있었다. 2009년 기준 신규주택 건설률은 인구 1,000명당 6.8세대이다.
2003년 현재 브베의 평균 아파트 임대료는 월 1067.93 스위스 프랑 (CHF)이었다(2003년부터 US$850, £480, €680 약 환율). 방 1개짜리 아파트의 평균 가격은 567.76 CHF(US$450, £260, €360)였고, 방 2개짜리 아파트는 약 787.77 CHF(US$630, £350, €500), 방 3개짜리 아파트는 약 1014.16 CHF(US$810, £460, €650) 및 6개 이상의 방 아파트 비용은 평균 1817.64 CHF(US$1450, £820, €1160)이다. 브베의 평균 아파트 가격은 전국 평균 1116CHF의 95.7%였다. 2010년 시정촌 공실률은 0.45%였다.

### 과거 인구
역사적 인구는 다음의 차트와 같다:

### 종교
2000년 인구 조사에서 로마 가톨릭 신자는 6,676명(41.2%)이었고, 스위스 개혁 교회는 4,224명(26.1%) 이었다. 나머지 인구 중 정교회 교인은 427명(인구의 약 2.64%), 크리스찬 가톨릭 교회 교인은 8명(인구의 약 0.05%), 685명이었다. 다른 기독교 교회에 속한 개인(또는 인구의 약 4.23%). 유대인은 43명(인구의 약 0.27% )이었고, 이슬람교도는 1,083명(인구의 약 6.68%)이었다. 52명의 불교도가 있었다. 힌두교인 47명과 다른 교회에 속한 38명. 2,189명(인구의 약 13.51%)이 교회에 속하지 않고, 불가지론자 또는 무신론자이며, 1,050명(인구의 약 6.48%)이 질문에 대답하지 않았다.

## 경제

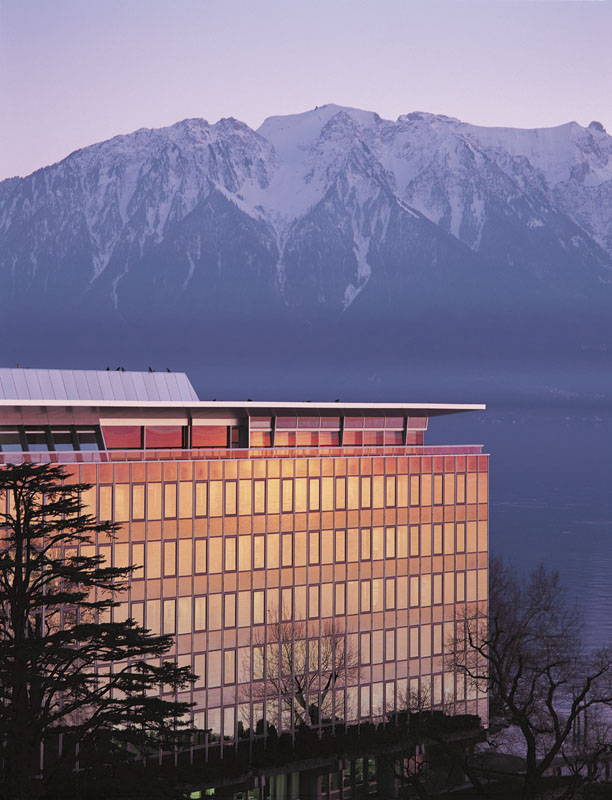
네슬레 본사

2010년 현재 브베의 실업률은 8.1%이다. 2008년 기준으로 1차 경제 부문에 9명이 고용되어, 있고 이 부문에 약 6개 기업이 참여하고 있다. 1,320명이 2차 부문에 고용되었고, 이 부문에 134개의 기업이 있었다. 10,014명이 3차 부문에 고용되었으며, 이 부문에는 985개의 기업이 있다. 시정촌 주민은 7,741명으로 일정 정도 고용되었으며, 그중 여성이 전체 노동력의 46.4%를 차지하였다.
2008년에 정규직에 상응하는 총 일자리 수는 9,458개였다. 1차 부문의 일자리 수는 6개였으며 모두 농업에 종사했다. 2차 부문의 일자리 수는 1,246개로 그 중 제조업이 433개(34.8%), 건설업이 688개(55.2%)였다. 3차 부문의 일자리는 8,206개였다. 3차 부문에서; 도소매업 1,749개(21.3%), 자동차 수리업 228개(2.8%), 호텔·레스토랑 614개(7.5%), 정보업 218개(2.7%) 등, 382개(4.7%)가 보험 또는 금융 산업, 2,150개(26.2%)가 기술 전문가 또는 과학자, 432개(5.3%)가 교육, 1,437개(17.5%)가 의료 분야였다.
2000년 기준으로 8,153명의 시정촌으로 출퇴근하는 근로자와 4,049명의 근로자가 출퇴근하였다. 지자체는 근로자의 순수입 지자체이며, 1명이 전출할 때마다, 약 2.0명의 근로자가 지자체에 전입된다. 브베에 들어오는 인력의 약 1.2%는 스위스 외부에서 오고, 현지인 중 0.0%는 일을 위해 스위스에서 출퇴근한다. 근로 인구 중 25.2%가 출퇴근용 대중교통을, 42.2%가 자가용을 이용하였다.

## 교육
브베에서는 인구의 약 5,104명(31.5%)이 비필수 고등교육을 이수했으며, 2,069명(12.8%)이 추가 고등교육( 대학 또는 응용학문대학)을 마쳤다. 고등교육을 마친 2,069명 중 43.5%가 스위스 남성, 29.2%가 스위스 여성, 15.4%가 비스위스계 남성, 11.9%가 비스위스계 여성이었다.
2009/2010 학년도에 브베 학군에는 총 1,968명의 학생이 있었다. 보주 주립학교 시스템에서는 정치 구역에서 2년간의 의무가 아닌 유아원을 제공한다. 학년도 동안 정치 지역은 총 817명의 어린이에게 유치원 보육을 제공했으며, 그중 456명의 어린이(55.8%)가 보조금을 받는 유치원 보육을 받았다. 주의 초등학교 프로그램은 학생들이 4년 동안 출석해야 한다. 시립 초등학교 프로그램에는 1,024명의 학생이 있었다. 의무 중학교 프로그램은 6년 동안 지속되며, 해당 학교의 학생은 852명이었다. 또한 홈스쿨링을 하거나 다른 비전통 학교에 다니는 92명의 학생이 있었다.
2000년 현재 브베에는 다른 지자체에서 온 712명의 학생이 있었고 537명은 지자체 외부 학교에 다녔다.
브베에는 식품 박물관, 제니쉬 박물관(Musée Jenisch) 및 스위스 카메라 박물관(Musée suisse de l'appareil photo)이 있다. 2009년에 61,358명의 방문객이 식품영양 관을 방문했다(이전 연도의 평균은 57,530명). 같은 해 제니쉬 박물관은 보수 공사로 인해 문을 닫았지만, 전년도 평균은 17,286명이었고, 스위스 카메라 박물관은 10,989명의 방문객이 방문했다(이전 연도의 평균은 11,874명).
브베에는 시립 미디어 도서관(Bibliothèque médiathèque municipale)이 있다. 도서관은 2008년 현재 64,994권의 책 또는 기타 매체를 보유하고 있으며 같은 해에 153,629권을 대출했다. 그 해에는 주당 평균 34시간 동안 총 273일 동안 문을 열었다.

## 교통
1956년에 ‘자동화’된 최초의 역인 브베역은 RER 보 통근 철도 시스템의 여러 경로에 의해 연결된다. 블로네, 로잔, 제네바, 몽트뢰, 빌뇌브 등으로 가는 열차가 자주 있다.
브베-샤르도네-몽펠레랑 케이블카는 브베와 몽펠레랑(Mont Pèlerin) 정상을 연결한다.
브베-빌뇌브 무궤도 전차 노선은 스위스에 존재했던 5개의 도시 간 무궤도 전차 노선 중 마지막으로 남은 노선이다. 그것은 크게 스위스 주요 도로 번호를 따른다. 9번은 브베, 라 뚜르 드 펠리즈(La Tour-de-Peilz), 몽트뢰, 베이토(Veytaux) 및 빌뇌브의 지방 자치 단체를 통과 하며 총 41개 정류장을 운행한다. 201번 노선으로도 알려진 이 노선은 케이블카 하부역의 종점과 빌뇌브 사이의 낮 시간에 10분 간격으로 운행한다.
모터 버스로 운영되는 213번 버스 노선은 샤텔생드니 및 보소농(Bossonnens)까지 운행한다. 심야 쁘띠 프린스 버스도 있다.
브베는 르 부베레, 생 깅골프, 에비앙, 로잔 등과 같은 모든 주요 항구로 가는 보트가 있는 호수와 잘 연결되어 있다.

## 스포츠
FC 브베-스포츠 05는 마을의 축구 클럽이다. CAVy라고도 알려진 Club Aviron 브베는 이 도시의 조정 클럽이다. 그들은 현재 Romandie에서 최고의 조정 클럽의 타이틀을 보유하고 있다.

## 클라라 하스킬 콩쿠르
클라라 하스킬 국제 피아노 콩쿠르는 2년마다 그녀를 기리기 위해 개최된다. 브로셔에는 다음과 같이 나와 있다. 클라라 하스킬 콩쿠르는 1895년 부쿠레슈티에서 태어난 루마니아 태생의 비교할 수 없는 스위스 피아니스트를 기리고 기념하기 위해 1963년에 설립되었다. 이 대회는 클라라가 2년마다 열리는 스위스 브베에서 열린다. 하스킬은 1942년부터 1960년 브뤼셀에서 사망할 때까지 거주했다.